# Ausztráliai tüdőshal
Az ausztráliai tüdőshal (Neoceratodus forsteri) az izmosúszójú halak (Sarcopterygii) osztályának tüdőshalalakúak (Ceratodontiformes) rendjébe, ezen belül a Neoceratodontidae családjába tartozó faj.
Az ausztráliai tüdőshal rendjének, családjának és nemének egyetlen élő képviselője. Ez a faj körülbelül 28,4 millió éve jelent meg az oligocén második felében és azóta alig változott, azonban a neme már a kréta időszakhoz tartozó albai korban, azaz 100 millió éve jött létre.

## Előfordulása
Az ausztráliai tüdőshal Ausztrália endemikus hala. Queensland déli részén található meg, a Burnett- és Mary-folyók vízrendszerében. Queensland délkeleti részére sikeresen betelepítették. A CITES 2. listája szerint tilos kereskedni ezzel a halfajjal.

## Megjelenése
Általában 100 centiméter hosszú, de akár 170 centiméterre is megnőhet. Testtömege legfeljebb 40 kilogramm. Hosszú, tömzsi teste van. Hátúszója a hát közepétől kezdődik és összeforr a farokkal. Pikkelyei nagyok és egymást fedik. Szeme kicsi. Mellúszói nagyok és lábszerűek.

## Életmódja
Édesvízi hal, amely az iszapos, homokos vagy kavicsos élőhelyeket kedveli. Lusta állat, amely az álló vagy alig folydogáló vízrészeket keresi, s azoknak is a mélyebb részeit. Szárazság idején egyenesen a levegőből veszi az oxigént. Óránként egyszer-kétszer feljön levegőt venni, azonban ha kivesszük a vízből és kopoltyúi kiszáradnak, a hal elpusztul. Éjszaka tevékeny. Táplálékát békák, ebihalak, halak, kis rákok, férgek, csigák, vízinövények és a vízbe hullott gyümölcsök képezik.

## Az ausztráliai tüdőshal és az ember
Ezt a halat csak az élőhelyén lakó emberek halászhatják, s ők is csak táplálkozási célból.
San Francisco Steinhart Aquariumában található egy 65 éves példány, amely 100 centiméter hosszú és 20 kilogramm tömegű. 1933-ban a chicagoi Shedd Aquarium Ausztráliából egy 10 éves, kifejlett hím példányt kapott. A Granddad nevű matuzsálem 2017. február 7-én pusztult el. Élete során hozzávetőlegesen 104 millió ember látta.

## Képek az ausztráliai tüdőshalról

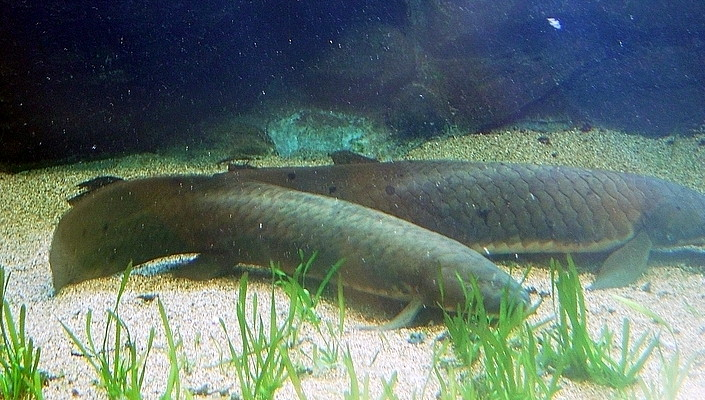
A Suma Aqualife Parkban
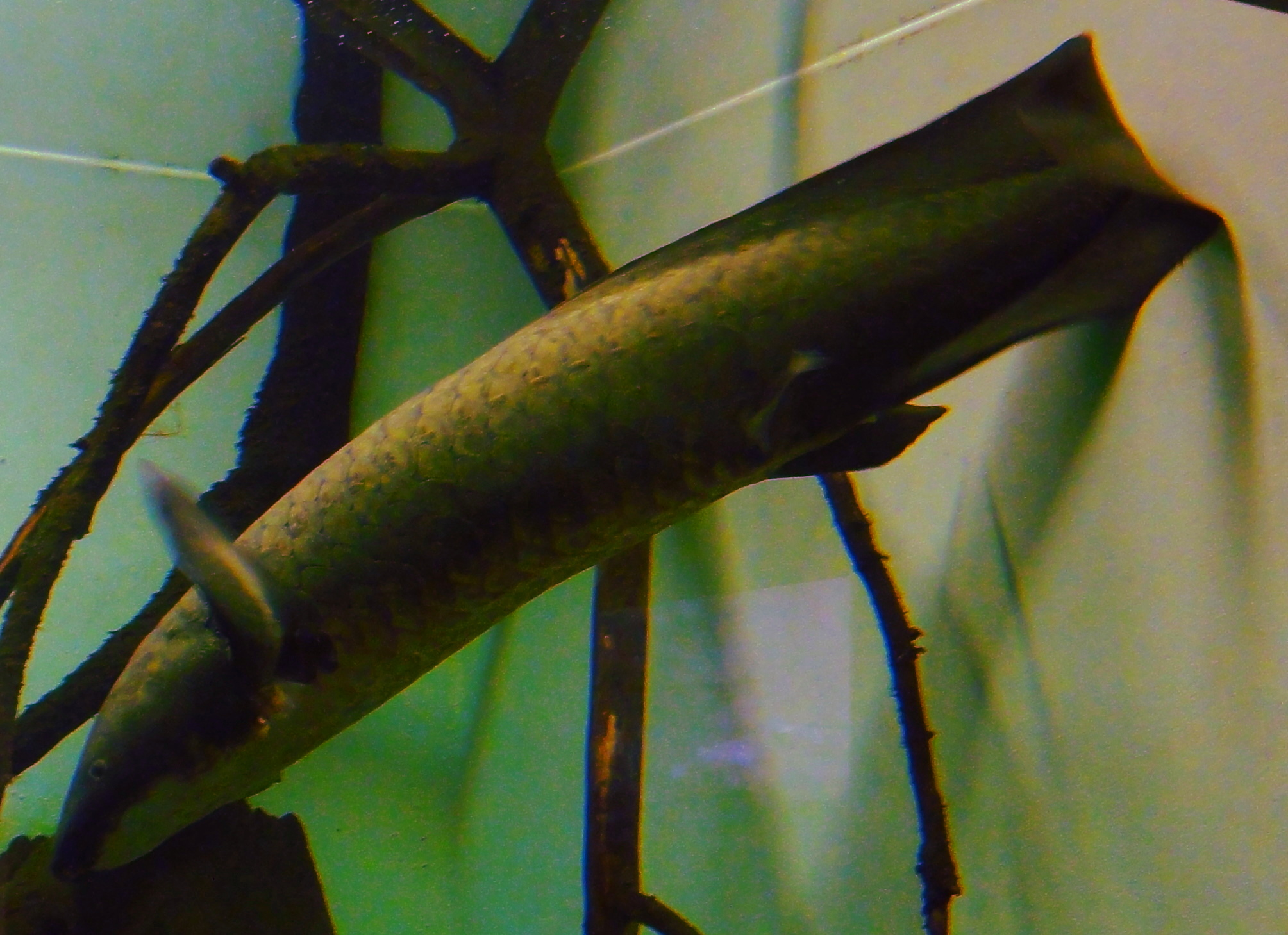
és a frankfurti állatkertben
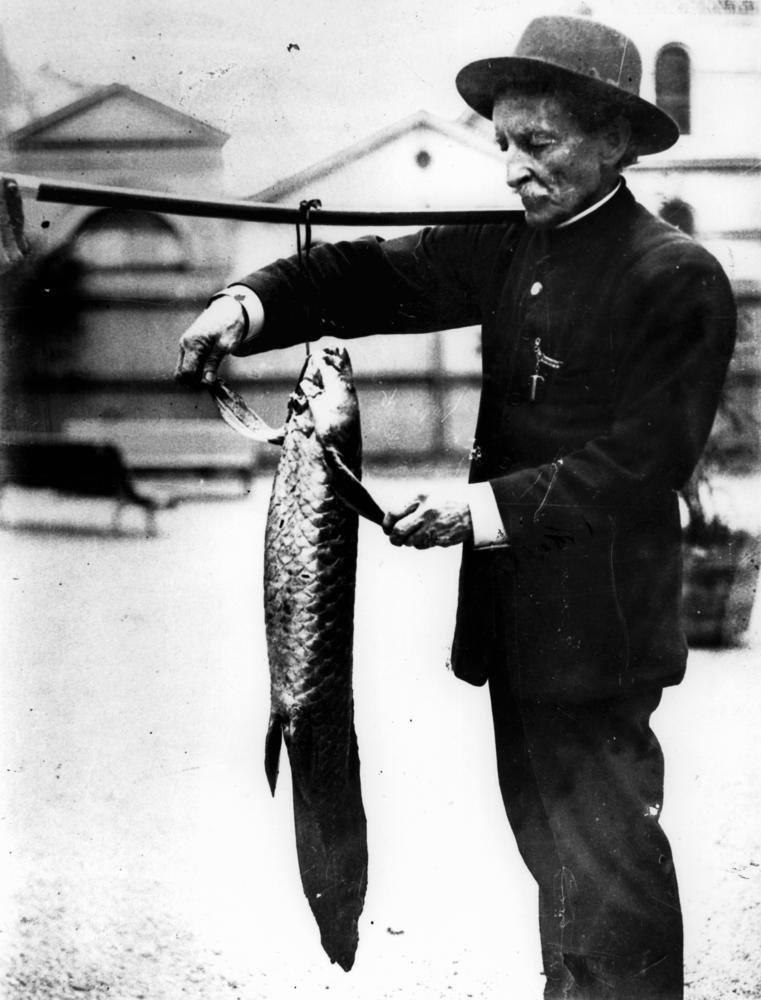
Archibald Meston zsákmánya 1905-ben
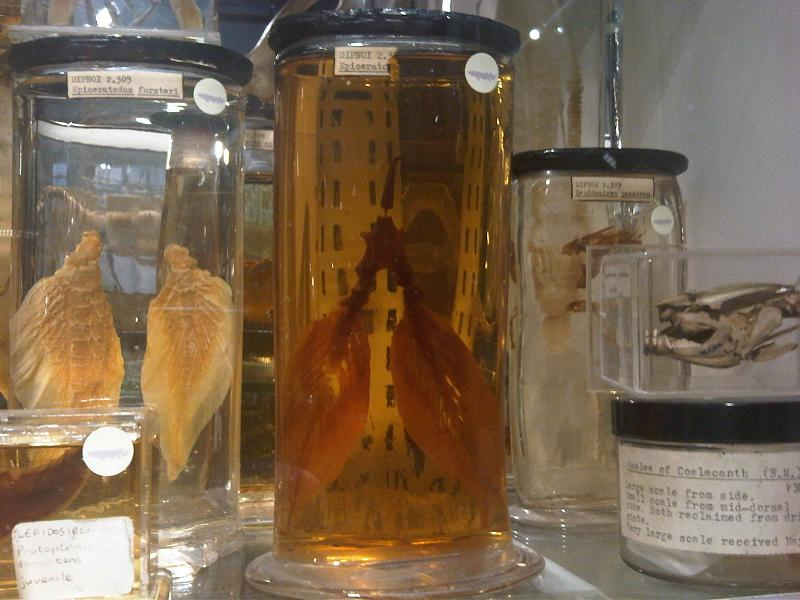
A tüdői
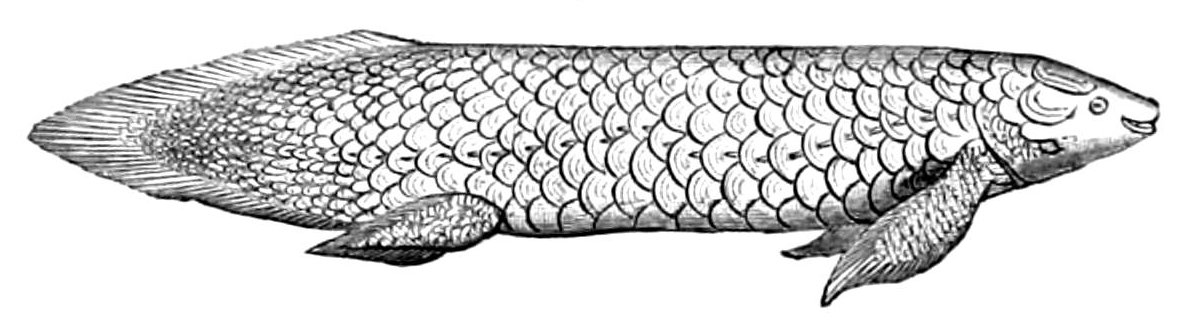
Rajz a halról, 1898-ból